# Circuit equivalent
En enginyeria elèctrica, un circuit equivalent fa referència a un circuit teòric que conserva totes les característiques elèctriques d'un circuit determinat. Sovint, es busca un circuit equivalent que simplifiqui el càlcul i, de manera més àmplia, que sigui la forma més senzilla d'un circuit més complex per facilitar l'anàlisi. En la seva forma més comuna, un circuit equivalent està format per elements lineals i passius. Tanmateix, s'utilitzen circuits equivalents més complexos que també s'aproximen al comportament no lineal del circuit original. Aquests circuits més complexos sovint s'anomenen macromodels del circuit original. Un exemple de macromodel és el circuit de Boyle per a l'amplificador operacional 741.

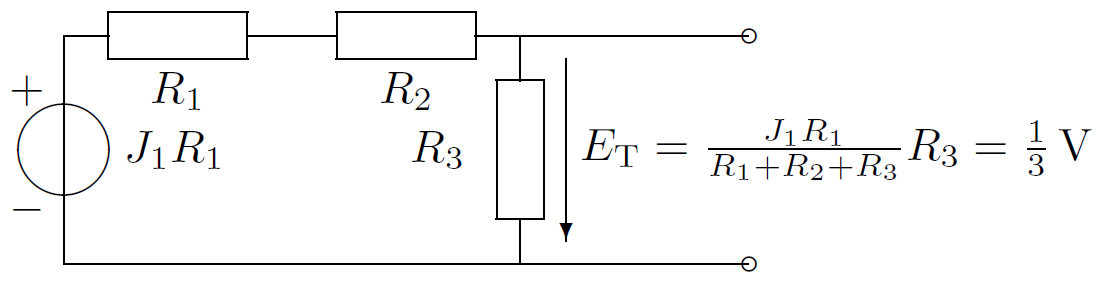
Exemple equivalent a Thévenin resolt

## Exemples

### Equivalents de Thévenin i Norton

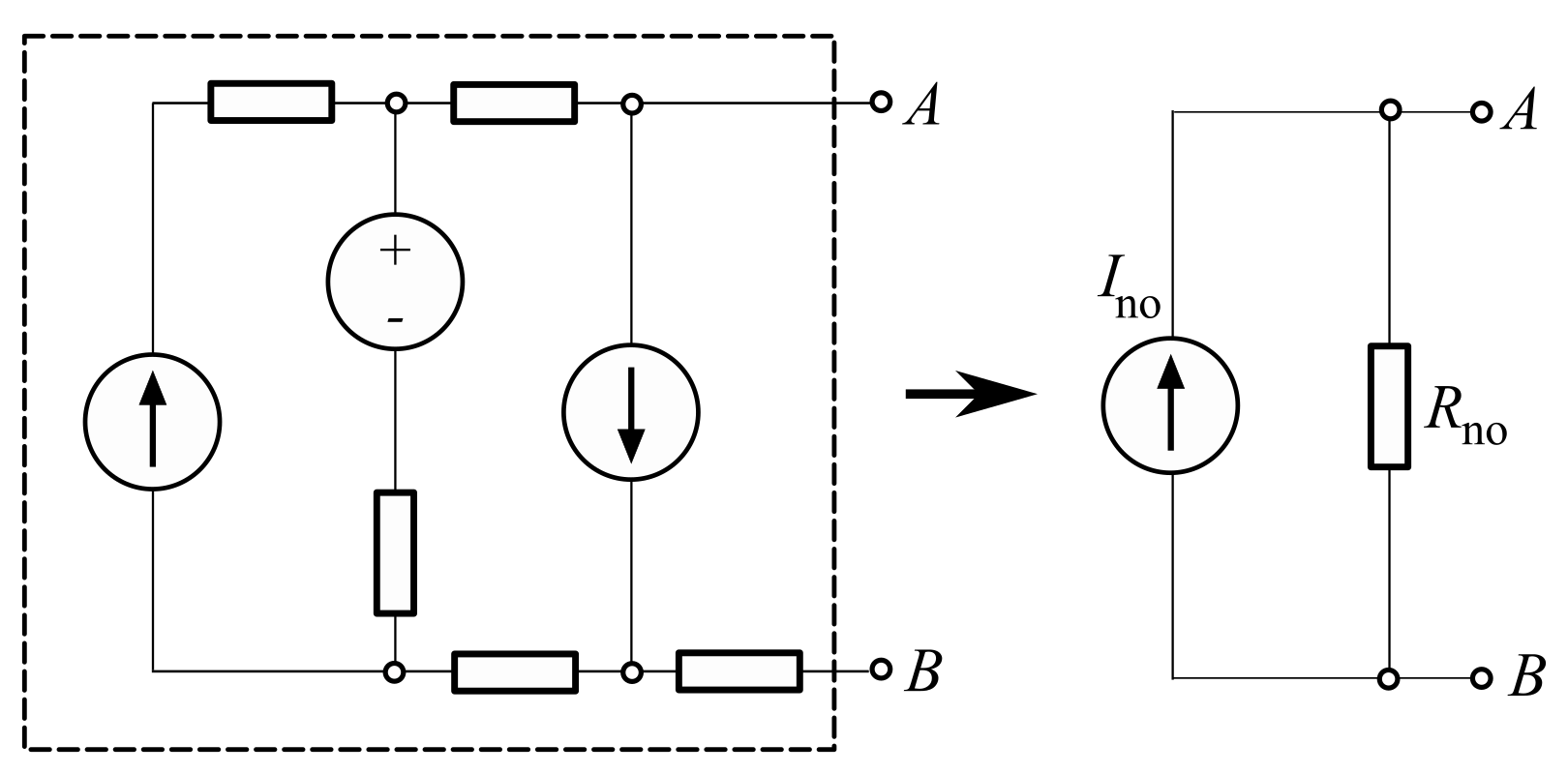
Circuits equivalents de Norton

Una de les propietats més sorprenents de la teoria de circuits lineals es relaciona amb la capacitat de tractar qualsevol circuit de dos terminals, per complex que sigui com a només una font i una impedància, que tenen qualsevol de les dues formes de circuit equivalents simples:
- Equivalent de Thévenin: qualsevol circuit lineal de dos terminals es pot substituir per una única font de tensió i una impedància en sèrie.
- Equivalent Norton: qualsevol circuit lineal de dos terminals es pot substituir per una font de corrent i una impedància paral·lela.

Tanmateix, la impedància única pot ser de complexitat arbitrària (en funció de la freqüència) i pot ser irreductible a una forma més simple.

### Xarxes de dos ports
Els circuits lineals de quatre terminals en els quals s'aplica un senyal a un parell de terminals i una sortida es pren d'un altre, sovint es modelen com a xarxes de dos ports. Aquests es poden representar mitjançant circuits equivalents simples d'impedàncies i fonts dependents. Per analitzar-se com una xarxa de dos ports, els corrents aplicats al circuit han de satisfer la condició del port: el corrent que entra a un terminal d'un port ha de ser igual al corrent que surt de l'altre terminal del port. Linealitzant un circuit no lineal sobre el seu punt de funcionament, es pot fer una representació de dos ports per als transistors: vegeu circuits híbrids de paràmetres pi i h.

### Circuits Delta i Wye
En els circuits de potència trifàsica, les fonts i càrregues trifàsiques es poden connectar de dues maneres diferents, anomenades connexió "delta" i connexió "en estrella". En l'anàlisi de circuits, de vegades simplifica l'anàlisi per convertir entre circuits equivalents en estrella i en delta. Això es pot fer amb la transformada en estrella-delta.

### Bateries Li-ion

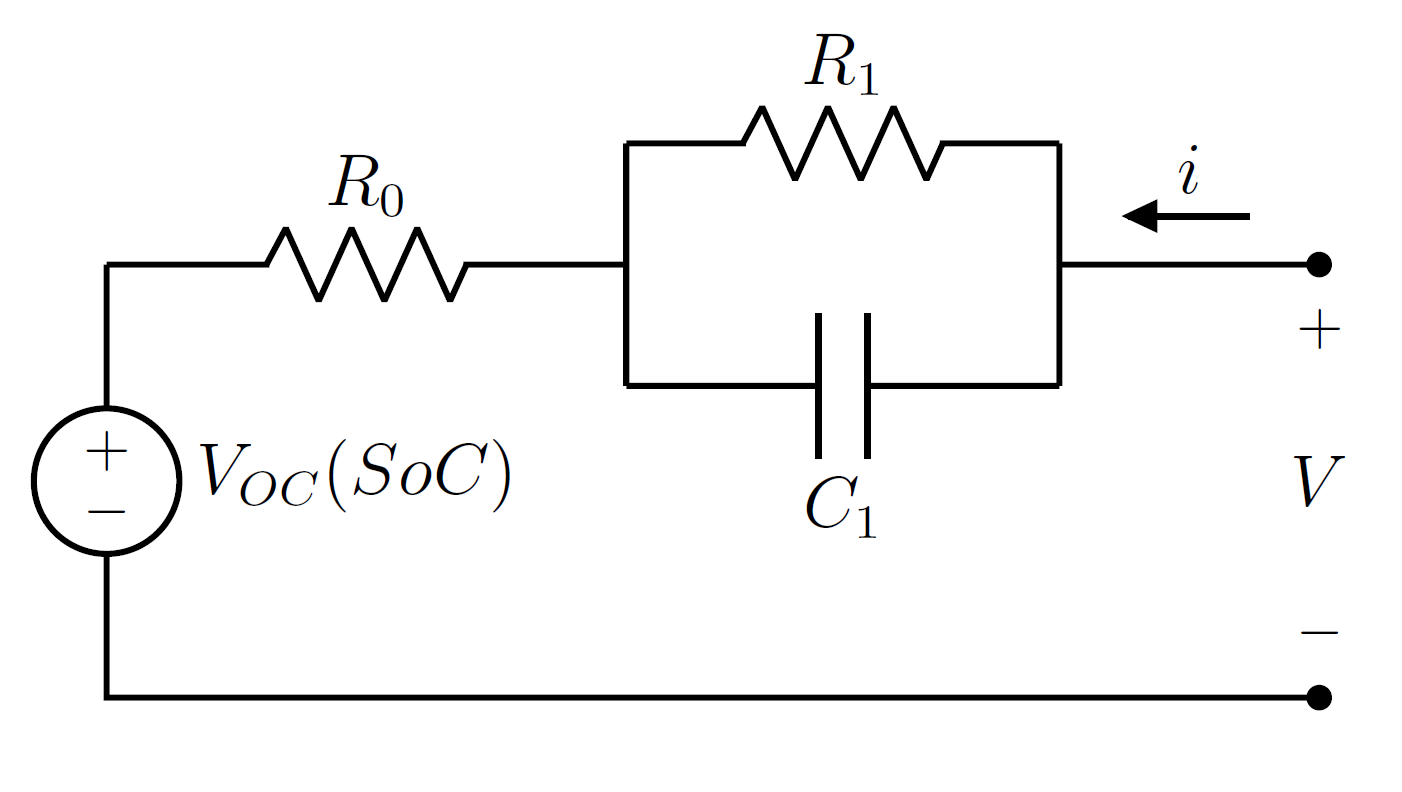
Model de circuit equivalent de primer ordre per a cèl·lula Li-ion

El comportament elèctric d'una pila d'ió de liti sovint s'aproxima mitjançant un model de circuit equivalent. Aquest model consisteix en un generador de tensió accionat per l'estat de càrrega, que representa la tensió de circuit obert de la cèl·lula, una resistència que representa la resistència interna de la cèl·lula i alguns paral·lels RC per simular els transitoris de tensió dinàmica.

## En biologia
Els circuits equivalents es poden utilitzar per descriure i modelar elèctricament a) materials continus o sistemes biològics en els quals el corrent no flueix realment en circuits definits o b) reactàncies distribuïdes, com les que es troben en línies elèctriques o bobinatges, que no representen components discrets reals. Per exemple, una membrana cel·lular es pot modelar com una capacitat (és a dir, la bicapa lipídica) en paral·lel amb combinacions de fonts de tensió de resistència-CC (és a dir, canals iònics alimentats per un gradient iònic a través de la membrana).